# Xylotrechus obliteratus
Xylotrechus obliteratus är en skalbaggsart som beskrevs av Leconte 1873. Xylotrechus obliteratus ingår i släktet Xylotrechus och familjen långhorningar. Inga underarter finns listade i Catalogue of Life.